# Wat Nong Pa Phong

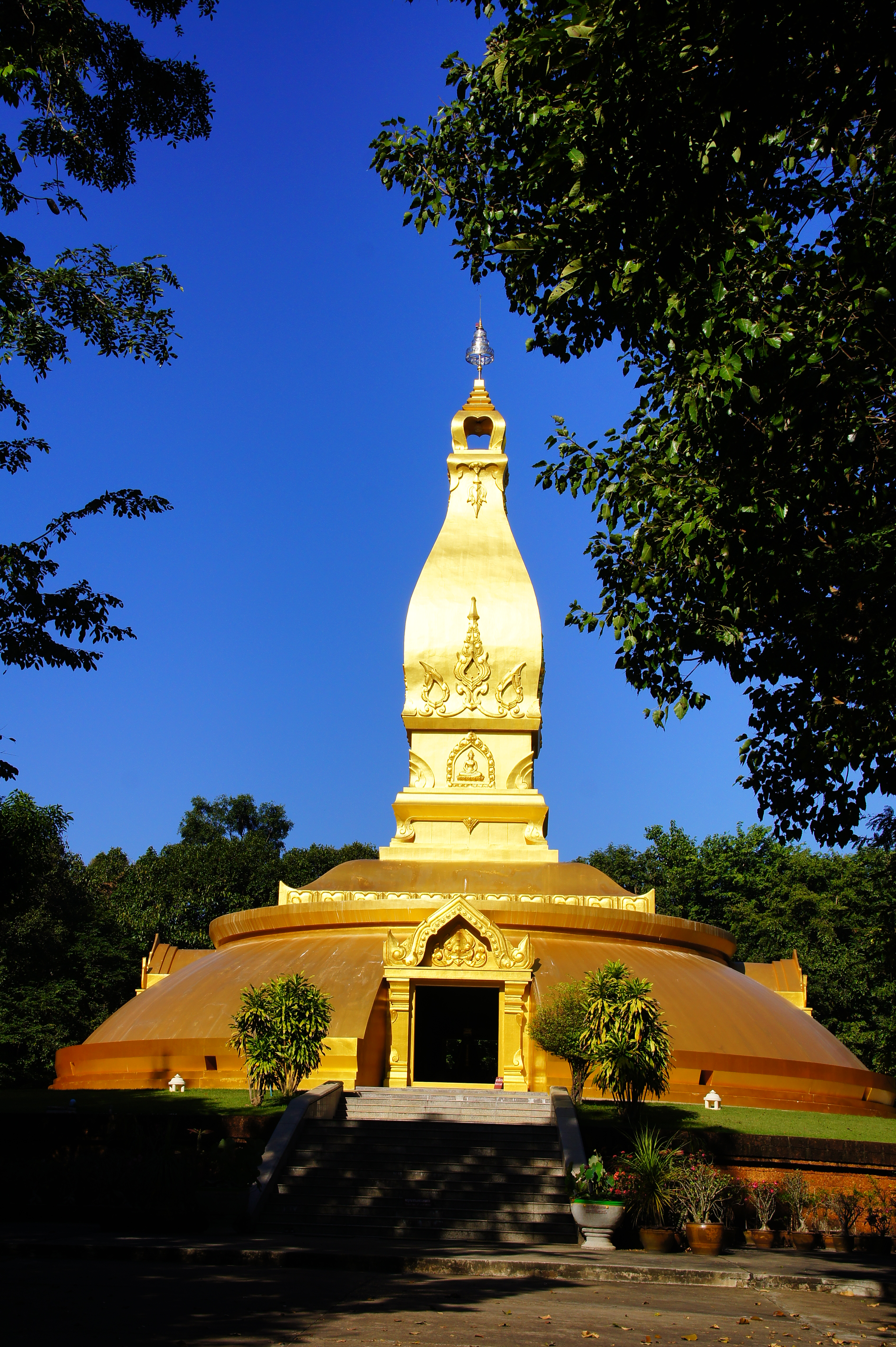
Wat Nong Pa Phong (2014)

Wat Nong Pa Phong (Thai: วัดหนองป่าพง; Eigenschreibung Wat Nong Pah Pong, verkürzt auch Wat Pah Pong) ist ein großes buddhistisches Waldkloster im Landkreis (Amphoe) Warin Chamrap in der Provinz Ubon Ratchathani im Nordosten Thailands, dem so genannten Isan. 
Hierher wurde Ajahn Chah 1954 als Abt eingeladen, und hier verstarb er 1992 nach langer Krankheit.
Wat Nong Pa Phong steht in der Tradition des großen und einflussreichen Mönches Ajahn Chah, gehört damit der sogenannten Waldtradition an. Ganz in der Nähe befindet sich Wat Pah Nanachat, das von Ajahn Chah eigens für ausländische Mönche gegründet wurde.